# Matenrou Opera
Matenrou Opera (摩天楼オペラ, matenrō opera) est un groupe de power metal visual kei japonais formé en octobre 2006.

## Histoire

### 2006-2007: fondation du groupe
Matenrou Opera s'est formé en octobre 2006 à la suite du désir de Sono (chant) et Yuu (batterie), tous deux ex-membres du groupe Jeniva, de former un nouveau groupe. Ils seront rapidement rejoints par You (basse), Karen (clavier) et Mika (guitare électrique). Ils sortiront en 2007 leur premier single, alkaloid showcase.

Cependant, le départ de Karen et Mika est annoncé. Ils seront remplacés par Ayame (clavier) et Anzi (guitare électrique). C'est également cette année-là que le groupe rejoint le label Sherow Artist Society.

### 2008-2009: la confirmation
En 2008 sort le premier single de la nouvelle formation du groupe, Ruriiro de egaku niji (瑠璃色で描く虹, ruriiro de egaku niji). S'ensuivra une présence sur la tournée européenne du groupe Versailles ainsi que la sortie du premier mini-album du groupe, GILIA.

À la suite de cette sortie, le groupe entamera une tournée au Japon, le GILIA tour. Cependant, Matenrou Opera ne s'arrête pas là et sortira encore deux singles durant la fin de l'année 2008, Spectacular et Last Scene.
En 2009, le groupe revient avec un nouveau single, acedia, mais surtout leur premier album complet, ANOMIE, dont le DVD live DAWN OF ANOMIE in Akasaka BLITZ fera suite. La fin d'année verra également la sortie du single Murder Scope ainsi que d'un best-of, Coupling Collection 08-09.

### 2010: une nouvelle ère
C'est en effet lors de l'année 2010 que le groupe annonça sa signature en major chez King Records. Il sortit également les singles R et 「Genesis/R」, tous deux distribués en live. Peu après l'ouverture de leur nouveau site internet, ils annoncent la sortie d'un mini-album, 「Abyss」 contenant 7 nouvelles chansons, prévu pour le 22 décembre 2010.

## Formation

### Membres actuels
- Sono (苑?, ex-Jeniva) : Chant
- Anzi (ex-Masterpiece) : Guitare électrique
- Ayame (彩雨?, ex-Ry:Dia) : Clavier
- You (燿?, ex-GRAVE SEED)  : Basse
- Yuu (悠?, ex-Jeniva) : Batterie

### Anciens membres
- Karen (華蓮?, ex-Masterpiece) : Clavier
- Mika (未伽, ex-ANCIENT MITH?) : Guitare électrique

## Tournées
- GILIA Tour
- 2010 : 「Emergence from COCOON」

1. 27/02/2010 Urawa Narciss
2. 05/03/2010 Hakata DRUM SON
3. 13/03/2010 Koufu KAZOO HALL
4. 17/03/2010 Osaka MUSE
5. 19/03/2010 Matsuyama SALON KITTY
6. 20/03/2010 Okayama IMAGE
7. 26/03/2010 Niigata JUNKBOX mini
8. 27/03/2010 Kanagawa AZ
9. 03/04/2010 Nagoya ell. FITS ALL
10. 04/04/2010 Shizuoka Sunash
11. 08/04/2010 Sapporo KRAPSHALL
12. 10/04/2010 Sendai MACANA
13. 11/04/2010 Morioka Club Change
14. 16/04/2010 Takasaki FLEEZ
15. 17/04/2010 Yohokama SUNPHONIX HALL